# Jemengoldsperling
Der Jemengoldsperling (Passer euchlorus) auch Jemen-Goldsperling ist eine Vogelart aus der Familie der Sperlinge (Passeridae).
Er kommt in einem kleinen Gebiet Ostafrikas und auf der Arabischen Halbinsel vor. Die IUCN stuft den Jemengoldsperling als nicht gefährdet (least concern) ein.

## Erscheinungsbild

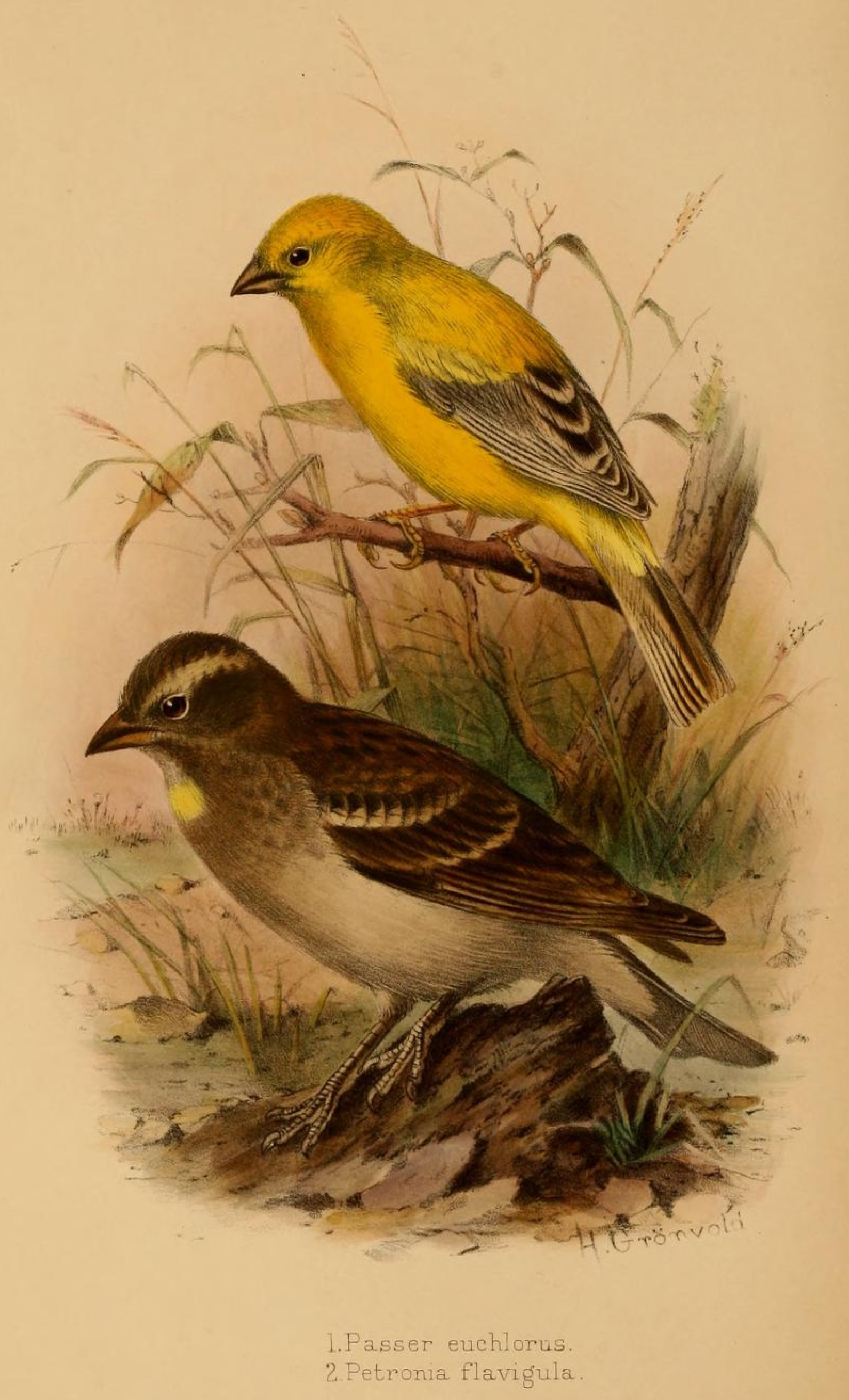
Illustration des Jemengoldsperling (oben), im Vordergrund ein Augenbrauensperling

Der Jemengoldsperling erreicht eine Körperlänge von 13 Zentimetern. Es besteht ein deutlicher Sexual- und Saisondimorphismus.
Die Männchen haben während der Fortpflanzungszeit einen leuchtend gelben Kopf und Körper. Die Federn des Mantels enden mit einer olivgrünen Spitze. Die Steuerfedern sind schwarzbraun mit breiten, blass graurosa Säumen. Die Schwingen sind schwarzbraun mit bräunlich-weißen Säumen. Der Schnabel ist schwarz, die Augen braun bis haselnussbraun, die Beine sind hell- bis gelblich-fleischfarben. Im Schlichtkleid ist die Körperoberseite überwiegend grünlich-grau mit jeweils einer gelben Federbasis. Diese gelbe Federbasis ist vor allem auf der Stirn sichtbar. Einige Individuen weisen auf dem Mantel dunkle Längsstreifen auf. Die Körperunterseite ist weiß. Die Steuerfedern sind wie im Prachtkleid gefärbt. Der Schnabel ist hell hornfarben oder graubraun.
Die Weibchen haben im Prachtkleid eine gelbliche Stirn. Der Scheitel sowie die Nackenseiten sind grauolivgrün. Der Mangel ist grauolivgrün mit undeutlichen schwarzen Längsstreifen. Der Bürzel und die Oberschwanzdecken sind grünlich-grau. Die Steuerfedern sind wie beim Männchen gefärbt. Die Kopfseiten und die Region vom Kinn bis zur Brust sind matt gelb. Die übrige Körperunterseite ist bräunlich-weiß mit einem gelblichen Schimmer. Im Schlichtkleid ist die Körperoberseite graubraun, der Scheitel und die Kopfseiten sowie der Hals sind rötlich-braun überwaschen.

## Verbreitungsgebiet und ähnliche Arten
Der Jemengoldsperling kommt nur im Nordwesten Somalias, im Jemen, in Dschibuti und den an Dschibuti angrenzenden Regionen Äthiopiens vor. In Äthiopien reicht das Verbreitungsgebiet fast an das des Braunrücken-Goldsperlings heran. Dieser ist weniger gelblich als der Jemengoldsperling. Die Weibchen des Braunrücken-Goldsperlings unterscheiden sich durch ein kräftigeres Braun auf der Körperoberseite, ihnen fehlen außerdem die Längsstreifen, die für das Federkleid der Jemengoldsperlingsweibchen charakteristisch sind.
Der Jemengoldsperling ist überwiegend ein Standvogel, in manchen Jahren streift er jedoch nomadisierend innerhalb seines Verbreitungsgebietes umher, um neue Nahrungsgründe zu erschließen.

## Lebensraum und Lebensweise
Der Jemengoldsperling lebt in den Tiefebenen in Küstennähe bis in Höhenlagen von 200 Meter. Sein arider Lebensraum ist von Dünen und Wadis gekennzeichnet und mit niedrigem Gebüsch, Salzmelden, kleinen Akazien sowie Dornbüschen bestanden. Außerdem kommt er in Gärten und landwirtschaftlichen Anbaugebieten vor. Im Jemen ist er ein ausgesprochener Kulturfolger, der vor allem auf landwirtschaftlichen Flächen zu finden ist.
Der Jemengoldsperling ist ganzjährig ein gesellig lebender Vogel. Er kommt typischerweise in Trupps mit 10 bis 30 Individuen vor, gelegentlich werden im Jemen auch Trupps von mehreren tausend Individuen gesichtet. Häufig ist er mit Haussperlingen und Gilbwebern vergesellschaftet. Er frisst die Samen von Gräsern und Getreidearten, besonders häufig Hirse, Sorghumhirsen und Mais.
Jemengoldsperlinge sind Koloniebrüter: mehrere hundert Brutpaare siedeln in benachbarten Bäumen. Meist befinden sich 20 bis 30 Nester in einem einzelnen Baum, doch wurden auch schon bis zu 80 Nester in einem Baum gefunden. Der Koloniestandort wird häufig über mehrere Jahre genutzt und dann plötzlich aufgegeben. Gelegentlich bilden Jemengoldsperlinge mit dem nah verwandten Maronensperling, dem Haussperling und dem Gildweber Brutkolonien, die dann zwischen 1000 und 2000 Brutpaare umfassen können.
Das Nest ist ein Kugelnest mit einem langen, seitlichen Eingang. Es wird nicht besonders sorgfältig gebaut; das außen nicht bearbeitete Nistmaterial hängt meist lose herab. Die Nistmulde ist mit weichem Gras, Federn und Wolle ausgelegt. Es findet sich meist am Ende der Äste von Akazien oder Conocarpus lancifolius zwei bis fünf Meter über dem Erdboden. Beide Elternvögel sind am Bau des Nestes beteiligt.
Das Gelege besteht meistens aus zwei bis drei Eiern. Diese haben eine glatte, glänzend weiße Oberfläche mit dunklen Flecken und Strichen. In Dschibuti fällt die Fortpflanzungszeit in den Zeitraum März bis Mai. Die Brutzeit fällt damit entweder in die Regenzeit oder in den Beginn der Trockenzeit. Gelegentlich ziehen Jemengoldsperlinge zwei Bruten im Jahr groß. Es brütet nur das Weibchen.

## Systematik
Maronensperling, Jemengoldsperling und Braunrücken-Goldrücksperling galten lange als ursprünglichste Arten innerhalb der Gattung Passer mit nur einem verhältnismäßig geringen Verwandtschaftsgrad zum Haussperling und den anderen in der Paläarktis vertretenen schwarzkehligen Sperlingsarten. Sie wurden deshalb gelegentlich in die Gattung Auripasser gestellt. Untersuchungen der mitochondrialen DNA weisen jedoch darauf hin, dass sowohl der Maronensperling als auch Jemen- und Braunrücken-Goldsperling entweder von diesen schwarzkehligen Sperlingsarten abstammen oder eng mit ihnen verwandt sind.

## Einzelbelege
1. ↑   Fry et al., S. 40
2. 1 2 3   Fry et al., S. 41
3. ↑  Luis M. Allende, Rubio, Isabel; Ruíz-del-Valle, Valentin; Guillén, Jesus; Martínez-Laso, Jorge; Lowy, Ernesto; Varela, Pilar; Zamora, Jorge; Arnaiz-Villena, Antonio: The Old World sparrows (genus Passer) phylogeography and their relative abundance of nuclear mtDNA pseudogenes. In: Journal of Molecular Evolution. 53. Jahrgang, Nr. 2, 2001, S. 144–154, doi:10.1007/s002390010202, PMID 11479685 (mec.es [PDF]).